# Góc khuất của thế giới
Góc khuất của thế giới (この世界の片隅に Kono Sekai no Katasumi ni) là một bộ phim hoạt hình Nhật Bản thuộc thể loại lịch sử ra mắt năm 2016 do MAPPA sản xuất, được đạo diễn và biên kịch bởi Katabuchi Sunao, thiết kế nhân vật bởi Matsubara Hidenori và sản xuất âm nhạc bởi Kotringo. Phim dựa trên nội dung của manga cùng tên Ở một góc nhân gian được viết và minh họa bởi Kōno Fumiyo. Phim bắt đầu được công chiếu tại Việt Nam vào ngày 18 tháng 8 năm 2017.
Một bản mở rộng có độ dài khoảng 30 phút với tựa đề mới Kono Sekai no (Sara ni Ikustumono) Katasumi ni sẽ được khởi chiếu vào tháng 12 năm 2018 tại Nhật Bản.

## Bối cảnh
Phim lấy bối cảnh từ thập niên 1930-1940 tại thành phố Hiroshima và thành phố Kure, Nhật Bản vào khoảng 10 năm trước và sau vụ ném bom nguyên tử xuống Hiroshima và Nagasaki, đặc biệt vào năm 1944 – 1945. Trong phim, thiên nhiên và nền văn hóa truyền thống của Nhật Bản được khắc họa và phản chiếu bằng những cảnh tàn khốc và tuyệt vọng do chiến tranh mang lại. Tuy đây là tác phẩm hư cấu, song nội dung nền tảng dựa trên các sự kiện có thật, do chính nhà sản xuất phim tìm hiểu. Trong phim, cảnh quan thành phố Hiroshima trước chiến tranh bị tàn phá vụ ném bom nguyên tử xuống Hiroshima và Nagasaki, được tái hiện lại chính xác dựa trên ảnh chụp cũ và ký ức của người dân sống ở nơi đây.

## Nội dung
Câu chuyện kể về thiếu nữ trẻ Nhật Bản tên là Suzu, có tính cách trong sáng và giỏi vẽ tranh. Cô sống ở thành phố Hiroshima và sau này chuyển đến thành phố Kure, Nhật Bản trong giai đoạn chiến tranh thế giới thứ hai. Suzu, sinh ra và lớn lên tại thị trấn Eba nằm bên bờ biển thuộc thành phố Hiroshima trong tuổi thơ hạnh phúc bên gia đình đông thành viên và bạn bè. Năm 1944, Suzu năm ấy 18 tuổi, cô làm việc trong một doanh nghiệp gia đình nhỏ chuyên trồng trọt nori. Một ngày bố mẹ cô bảo rằng nhắc cô về ý định kết hôn của một chàng trai.  Cậu tên là Shūsaku sống ở thành phố Kure, là sĩ quan luật pháp ở Tòa án quân sự thuộc thành phố Kure, đã từng thấy Suzu mười năm trước. Suzu kết hôn với cậu, chuyển từ quê nhà ở Hiroshima lên Kure và sống cùng gia đình Shūsaku. Suzu được bố mẹ Shūsaku thương yêu và cuộc đời ở Kure cứ thế trôi qua. Cho đến một ngày, những ngày tháng đen tối của chiến tranh Thái Bình Dương kéo tới.
Kure, là một thành phố cảng lớn, cách thành phố Hiroshima khoảng 1 giờ đi bằng tàu. Cảng nằm nhìn ra biển nội địa Seto và được biết tới là căn cứ quân sự lớn nhất của Hải quân Đế quốc Nhật Bản. Sau khi Nhật Bản thất bại trong chiến tranh trước Hoa Kỳ, điều kiện sống của người dân trở nên khó khăn và lực lượng quân đội Hoa Kỳ liên tục đe dọa đời sống thường nhật của người dân Nhật Bản. Sự thiếu thốn nguồn cung cấp lương thực cho người dân Nhật Bản, nhà nước bắt đầu phân phát lương thực. Cảnh báo và chuẩn bị di tản trước những đợt không kích của Hoa Kỳ cũng bắt đầu. Suzu, một trong những người vợ nội trợ thuộc hội Tonarigumi giữ nhiệm vụ phân phát lương thực luân phiên và tham gia vào lực lượng chống lại những cuộc không kích. Thể theo điều lệ chính thức, cô may những chiếc quần phù hợp cho trường hợp di tản khẩn cấp, bằng cách cắt những bộ đồ truyền thống ra thành từng phần. Khi lượng lương thực để phân phát quá cạn kiệt, Suzu thành khẩn tìm mọi cách để kiến cái ăn cho gia đình, nhặt từng loại cây ở mọi nơi có thể ăn được và thử những công thức nấu ăn phù hợp. Suzu, cùng gia đình cô và làng xóm, cố gắng vượt qua hoàn cảnh khó khăn và chuẩn bị để giảm bớt thiệt hại do đánh bom. Cuộc sống của Suzu giờ đây tràn ngập niềm vui.
Gia đình của Suzu và Shūsaku, nằm ở rìa sườn núi ở vùng ngoại thành thành phố Kure, nằm bao phủ trong rừng cây và vườn tược. Từ đây có thể nhìn ra quang cảnh vĩ đại như quân cảng của Hải quân Đế quốc Nhật Bản, bao gồm những thiết giáp hạm lớn nhất, Yamato và  Musashi. Suzu tận hưởng tháng ngày hòa mình với thiên nhiên và ngắm nhìn tàu chiến chạy trên biển cùng với cháu gái của mình, tên là Harumi. Có lần Suzu vui vẻ vẽ tranh phác họa lại cảnh tàu chạy, quân đội bắt và tra khảo cô, nghi ngờ cô là mật thám của địch. Một ngày, một người lính thủy, là bạn thời thơ ấu của Suzu, tên là Tetsu, ghé qua thăm Suzu và Shūsaku. Shūsaku để cho Suzu và Tetsu được tâm sự riêng với nhau, vì đây có thể là lần cuối cùng trừ khi Tetsu có thể sống sót trở về sau chiến tranh.
Năm 1945, cuộc không kích của Hoa Kỳ tại Nhật Bản bắt đầu. Tại thành phố Kure, lực lượng không quân Hoa Kỳ tấn công mãnh liệt vào các cứ điểm của thủy quân và tàu chiến của Nhật Bản. Vào tháng 7, khu vực nội thành của Kure bị tấn công và gần như mọi thứ bị tàn phá. Binh lính Hoa Kỳ truy đuổi càn quét người dân đang trốn chạy, và Suzu cũng xém bị bắn trúng. Cũng như mọi người dân Nhật Bản, Suzu cũng không thoát khỏi bi kịch của chiến tranh. Chiến tranh đã cướp khỏi Suzu những người thân quan trọng, Harumi và Yoichi (anh trai của Suzu) và cả "một phần cơ thể của cô không thể thay thế". Quá đau buồn vì bi kịch chiến tranh, ngày 6 tháng 8 năm 1945, trong một ngày Lễ hội Mùa hè, Suzu lên kế hoạch từ Kure trở lại quê nhà Eba ở thành phố Hiroshima, khi ấy chưa bị đánh bom. Nhưng rồi, đến buổi sáng một ngày kia, khi ấy Suzu vẫn còn đang ở nhà ở Kure, lúc 8 giờ 15 sáng, chợt Suzu nhìn thấy tia sáng kì lạ và tiếng nổ lớn vang lên từ rất xa, cô nhìn thấy một đám mây hình nấm vô cùng lớn xuất hiện bên kia núi về phía thành phố Hiroshima. Trên đài phát thanh từ trạm Hiroshima của Hiệp hội Phát hình Nhật Bản ngừng phát sóng. Suzu đã biết chuyện kinh hoàng và chưa từng xảy ra trước đây tại Hiroshima. Vụ ném bom nguyên tử đã tàn phá kinh hoàng mọi thứ và số người chết không đếm xuể tại Hiroshima. Suốt sau đó một thời gian, Suzu không thể về Hiroshima hay hay biết thông tin gì về quê nhà nữa.
Khi đài phát thanh của Thiên Hoàng thông báo rằng chiến tranh đã kết thúc, 9 ngày sau trận đánh bom nguyên tử, những nỗi đau kinh hoàng đã khiến Suzu mất hết hi vọng để sống tiếp. Gia đình nhà bà của Suzu là Ito ở Kusatsu, một thị trấn ngoại ô về phía tây Hiroshima và nằm ngoài tầm ảnh hưởng của bom nguyên tử, may mắn vẫn còn an toàn. Tại nhà của gia đình bà Ito, Suzu gặp lại em gái Sumi, người duy nhất của gia đình quê nhà Suzu còn sống sót, và cũng đã được hay biết về số phận của bố mẹ mình. Tuy Sumi may mắn lánh khỏi được tai họa nơi thành phố Hiroshima, cô vẫn bị nhiễm phóng xạ của bom nguyên tử. Shūsaku tìm được công việc mới. Gia đình họ bắt đầu cuộc sống mới ở đất nước Nhật Bản mới hồi sinh. Suzu lấy lại được động lực để vượt qua khó khăn, cho cô, cho mọi người, giữa một góc của thế giới. Một ngày, một cô bé, mồ côi sau chiến tranh thả bom nguyên tử, đã gặp Suzu và Shūsaku ở Hiroshima để xin miếng ăn, được gia đình Suzu giúp đỡ nhận về nuôi. Trong phần thông tin cuối phim, cô bé ấy nay đã lớn, đang tự may quần áo cho mình và cho gia đình nhà Suzu, trong một góc của thế giới giữa một đất nước Nhật Bản thanh bình sau chiến tranh.

## Nhân vật - Phân vai
| Nhân vật | Lồng tiếng Nhật                                  | Lồng tiếng Anh          |
| --- | ------------------------------------------------ | ----------------------- |
| Urano Suzu (浦野 すず) | Non (能年 玲奈 (Năng Niên Linh Nại))             | Laura Post              |
| Cô kết hôn tầm tuổi thanh thiếu niên, chuyển từ quê nhà tại thành phố Hiroshima đến ở nhà gia đình chồng là Shūsaku ở thành phố Kure. Tính cách trong sáng và giỏi vẽ tranh. Cô luôn cố gắng vượt qua mọi khó khăn trong thời kì chiến tranh. Song, bi kịch chiến tranh ập đến với cuộc đời cô. |                                                  |                         |
| Hōjō Shūsaku (北條 周作 (Bắc Điều Chu Tác)) | Hosoya Yoshimasa (細谷 佳正 (Tế Cốc Giai Chính)) | Todd Haberkorn          |
| Chồng của Suzu. Một con người trầm tính và thật thà. Cậu là sĩ quan luật pháp ở Tòa án quân sự thuộc thành phố Kure. Cậu gặp Suzu, ở khu kinh tế tại thành phố Hiroshima, vào tầm giữa đến cuối năm 1933, với những ký ức khó quên. Năm 1945, cậu thuyên chuyển qua hải quân. Sau chiến tranh, cậu trở về và tìm được công việc mới ở một đất nước Nhật Bản đã hồi sinh. |                                                  |                         |
| Kuromura Harumi (黒村 晴美 (Hắc Thôn Tình Mỹ)) | Natsuki Inaba (稲葉 菜月 (Đạo Diếp Thái Nguyệt)) | Ava Pickard             |
| Cô bé tầm 6 đến 7 tuổi. Là cháu gái của Suzu, con gái của Keiko. Chết do quả bom hẹn giờ của Hoa Kỳ phát nổ, đặt ở gần kho chứa vũ khí của hải quân ở thành phố Kure, khi cô bé đang ở cùng với Suzu. |                                                  |                         |
| Kuromura Keiko (黒村 徑子 (Hắc Thôn Kính Tử)) | Omi Minori (尾身 美詞 (Vĩ Quyên Mĩ Từ))          | Kira Buckland           |
| Chị gái của Shūsaku và là một quả phụ, là mẹ của bé Harumi. Ban đầu, cô không tỏ ra thân thiết với Suzu. Sau cái chết của Harumi, cô đổ lỗi rất nhiều cho Suzu, người đã ở cùng Harumi trong đánh bom của Hoa Kỳ ở thành phố Kure. Nhưng về sau, dần dần cô đã chấp nhận Suzu. |                                                  |                         |
| Mizuhara Tetsu (水原 哲 (Thủy Nguyên Triết)) | Ono Daisuke (大輔 小野 (Thái Phụ Tiểu Dã))       | Jason Palmer            |
| Bạn thời thơ ấu của Suzu. Cậu mất anh trai, người là học viên trong học viện hải quân khi do tai nạn trên biển. Cậu và Suzu đã từng có kỉ niệm đẹp với nhau. Anh là lính thủy trên tàu tuần dương Aoba. Trong một lần được lên bờ, cậu ghé qua thăm Suzu và Shūsaku và ở lại qua đêm. Một lần, tàu Aoba bị thiệt hại nặng trong một cuộc không kích của quân đội Hoa Kỳ. May mắn, Tetsu đã thoát chết. Sau chiến tranh, cậu đứng một mình ở bên cảng và nhìn tàu Aoba đã chìm phân nửa. |                                                  |                         |
| Urano Sumi (浦野 すみ) | Han Megumi (めぐみ 潘)                           | Christine Marie Cabanos |
| Em gái của Suzu, sống ở quê nhà Eba, thành phố Hiroshima. Chị em nhà Suzu rất thân thiết khi còn bé. Sau khi Suzu kết hôn, Sumi làm nhân viên công xưởng cho Lục quân Đế quốc Nhật Bản do phong trào huy động toàn dân của Nhật Bản. Sumi là một cô gái xinh đẹp và được một sĩ quan ở quân đội Nhật Bản đem lòng yêu. Trong vụ đánh bom nguyên tử, Sumi đang ở quê nhà ở Hiroshima, tuy không chết ngay lúc đó và lánh nạn qua nhà bà Ito ở Kusatsu, nhưng cô vẫn mắc bệnh nặng do hậu quả của chất phóng xạ sau chiến tranh. |                                                  |                         |
| Morita Ito (森田 イト) | Kyouda Hisako (京田 尚子 (Kinh Điền Thượng Tử))  |                         |
| Bà của Suzu và đối xử rất tốt với Suzu. Sống ở Kusatsu, một thị trấn hẻo lánh nằm về phía tây thành phố Hiroshima. Khi Suzu còn bé, Suzu ở lại nhà bà vào kì nghỉ hè và có khoảng thời gian vui vẻ ở nơi đây. Gia đình bà và những người dân, ở Kusatsu, vẫn được an toàn sau vụ đánh bom nguyên tử, vì nơi này nằm ngoài vùng ảnh hưởng của bom. |                                                  |                         |
| Hōjō Entarou (北條 円太郎 (Bắc Thiêu Viên Thái Lang)) | Ushiyama Shigeru (牛山 茂 (Ngưu San Mậu))        | Kirk Thornton           |
| Cha của Shūsaku. Kĩ sư ở cảng hải quân Hiro. Mất tích sau đợt không kích vào cảng hải quân Hiro, nhưng sau đó được tìm thấy còn sống ở bệnh viện, dù bị thương nặng. |                                                  |                         |
| Hōjō San (北條 サン) | Shintani Mayumi (新谷 真弓 (Tân Cốc Chân Cung))  | Barbara Goodson         |
| Mẹ của Shūsaku. |                                                  |                         |
| Urano Jūrō (浦野 十郎 (Phố Dã Thập Lang)) | Koyama Tsuyoshi (小山 剛志 (Tiểu San Cang Chí))  |                         |
| Cha của Suzu, sống ở quê nhà Eba, thành phố Hiroshima. Ông quản lý doanh nghiệp gia đình chuyên trồng trọt tảo biển. Nhưng về sau, một doanh nghiệp lớn thuộc quân đội được thành lập về phía nam thị trấn Eba vào năm 1943, doanh nghiệp gia đình của ông đóng cửa và ông trở thành công nhân nhà máy. Sau vụ đánh bom nguyên tử, ông đang ở quê nhà thuộc thành phố Hiroshima, tuy không chết ngay lúc đó, nhưng ông mắc bệnhnặng do chất phóng xạ sau chiến tranh, vài tháng sau đó, ông qua đời. |                                                  |                         |
| Urano Kiseno (浦野 キセノ) | Tsuda Masumi                                     |                         |
| Mẹ của Suzu. Bà đến trung tâm thành phố Hiroshima để chuyển bị cho lễ hội mùa hè, nhưng bà đã mất sau trận đánh bom. |                                                  |                         |
| Iwai Nanase (岩井 七世 (Nham Tỉnh Thất Thế)) | Shiraki Rin (白木 リン)                          |                         |
| Người phụ nữ cung cấp thông tin ở Kure. Suzu gặp cô và nói chuyện khi Suzu bị lạc ở Kure. |                                                  |                         |
| Urano Yōichi (浦野 要一 (Phố Dã Yếu Nhất)) | Omori Natsukata (大森夏向)                       |                         |
| Anh trai của Suzu. Là chiến sĩ được điều đi đến một hòn đảo ở phía Nam Thái Bình Dương để tham gia chiến tranh. Cậu hi sinh và đặt cốt trong hộp gửi về nhà. Song, trong hộp là một hòn đá ở đảo thay vì là cốt của cậu. |                                                  |                         |
| Rin Shiraki (白木リン) | Iwai Nanase                                      |                         |
| Cô là một Oiran hoạt động ở Kure, người đã chỉ đường cho Suzu khi cô lạc đường trong thành phố. Ở đoạn cuối phim có những bức tranh vẽ kể về quá khứ của Rin. Cô gái này là con cả trong một gia đình rất nghèo, phải đi làm người hầu cho một gia đình giàu có để nuôi các em. Ở nhà chủ, Rin bị hành hạ quá nhiều nên đã bỏ trốn. Cô lưu lạc đến nhà bà của Suzu và được cho cái ăn, cái mặc. Cô gặp Suzu lần đầu khi cả hai còn nhỏ, lúc đó gia đình Suzu đang đến thăm nhà ông bà và cô đang ăn vụng dưa hấu. Với cái nhìn ngây ngô của trẻ con, Suzu đã tưởng Rin là một linh hồn giữ nhà (Zashiki-warashi) trong truyền thuyết Nhật Bản. Nhiều năm sau, Suzu mới gặp lại cô với thân phận Oiran ở thành phố Kure. |                                                  |                         |

## Quá trình sản xuất

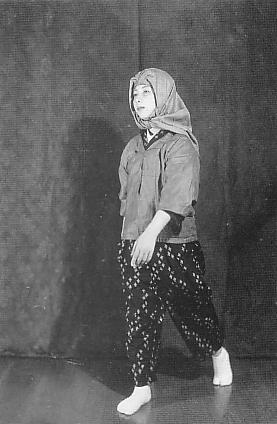
Các nhân vật mặc monpe (もんぺ) (một loại quần dài, ảnh chụp năm 1937) vào mùa đông năm 1943 vì thời tiết rất lạnh và người dân không có đôi tất tabi để mặc.

Dự án phim được thông báo vào tháng 8 năm 2012 và bắt đầu gọi vốn cộng đồng vào tháng 3 năm 2015 để tăng kinh phí. Dự án gây quỹ đạt thành công, với 3,374 người góp quỹ và ¥39 triệu  và vượt mục tiêu ¥20 triệu. Một dự án gọi vốn cộng đồng khác, đích thân nhà sản xuất Katabuchi ra nước ngoài để quảng bá, bắt đầu từ ngày 22 tháng 11 năm 2016 và đạt mục tiêu ¥10 triệu chỉ trong vòng 11 giờ.
Đạo diễn Katabuchi đã nhiều lần đến thành phố Hiroshima bằng những chuyến tàu đêm từ tháng 5 năm 2010. Sau nhiều lần đi khảo sát, đội ngũ làm phim đã thu thập được nhiều sách vở, hình ảnh, ghi lại sự thay đổi của thành phố xuyên suốt 70 năm, cách bố trí nhà cửa, thời điểm cảnh báo các cuộc không kích ở thành phố Kure.
Ngày 17 tháng 8 năm 2012, trên mạng xã hội Twitter, những áp phích đầu tiên khắc họa hình ảnh ở quanh thành phố Hiroshima và thành phố Yamaguchi. Hình ảnh do MAPPA sản xuất và Uratani Chie minh họa.
Đạo diễn Katabuchi Sunao chia sẻ, ông đã cố gắng thêm những chi tiết chân thực và chính xác vào bối cảnh của bộ phim, ví dụ như một cảnh chụp cần sửa 20 lần mới ưng ý, hay sử dụng ảnh vệ tinh để đo kích thước của một cửa tiệm và phỏng vấn với trên 10 người dân lớn tuổi.

## Âm nhạc
Kotringo là người đảm nhiệm âm nhạc và ca khúc chủ đề cho phim Góc khuất của thế giới sau khi nhận được lời đề nghị của đạo diễn Katabuchi Sunao và tìm được nguồn cảm hứng sau khi đọc manga Ở một góc nhân gian. Cô cho rằng cô bị mê hoặc bởi nội dung truyện vì nội dung khác với những câu chuyện nói về chiến tranh mà cô từng đọc, bởi vì lần đầu tiên cuộc sống đời thường của người dân, đặc biệt là thái độ của Suzu được đặc tả chi tiết đến như vậy. Cô đã hoà với cảm xúc của Suzu và cố gắng diễn tả cảm xúc đó đầy sức sống bằng những nhạc khí.

## Phát hành

### Chiếu rạp

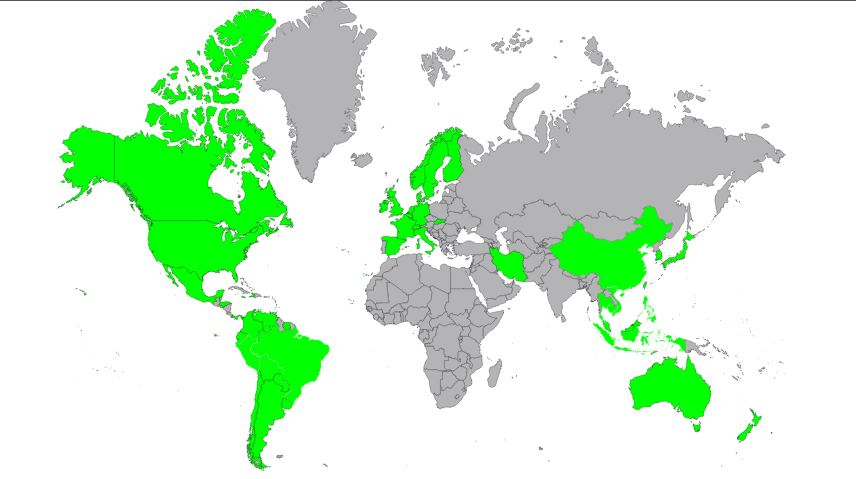
Bản đồ các nước và vùng lãnh thổ đã công chiếu

| Danh sách các nước và vùng lãnh thổ công chiếu | Danh sách các nước và vùng lãnh thổ công chiếu | Danh sách các nước và vùng lãnh thổ công chiếu | Danh sách các nước và vùng lãnh thổ công chiếu | Danh sách các nước và vùng lãnh thổ công chiếu |
| Quốc gia/vùng lãnh thổ                         | Nhà phân phối                                  | Tên địa phương                                 | Ngày phát hành                                 | Nguồn                                          |
| ---------------------------------------------- | ---------------------------------------------- | ---------------------------------------------- | ---------------------------------------------- | ---------------------------------------------- |
| Nhật Bản                                       | Genko, Animatsu                                | この世界の片隅に                               | 12 tháng 11 năm 2016                           |                                                |
| Thái Lan                                       | M Pictures                                     | แค่วาดฝันให้โลกสวย                                | 23 tháng 2 năm 2017                            | [ 24 ]                                         |
| México                                         | Arcade Media                                   | En este Rincón del Mundo                       | 30 tháng 3 năm 2017                            | [ 25 ]                                         |
| Hồng Kông                                      | Edko Films                                     | 謝謝你，在世界角落中找到我                     | 10 tháng 11 năm 2016                           | [ 26 ] [ 27 ]                                  |
| Indonesia                                      | Encore Films                                   | In This Corner of the World                    | 14 tháng 6 năm 2017                            | [ 28 ]                                         |
| Philippines                                    | Rafaella Films International                   | In This Corner of the World                    | 28 tháng 6, năm 2017                           | [ 29 ]                                         |
| Anh Quốc                                       | Manga Entertainment (Animatsu Ent.)            | In This Corner of the World                    | 28 tháng 6 năm 2017                            | [ 30 ]                                         |
| Ireland                                        | Manga Entertainment (Animatsu Ent.)            | In This Corner of the World                    | 28 tháng 6 năm 2017                            | [ 30 ]                                         |
| Tây Ban Nha                                    | Selectavision                                  | En este Rincón del Mundo                       | 30 tháng 6 năm 2017                            | [ 31 ]                                         |
| Singapore                                      | Encore Films                                   | 謝謝你，在世界角落中找到我                     | 6 tháng 7 năm 2017                             | [ 32 ]                                         |
| Malaysia                                       | Encore Films                                   | In This Corner of the World                    | 13 tháng 7 năm 2017                            | [ 33 ]                                         |
| Đức                                            | Universum                                      | In This Corner of the World                    | 17 tháng 7 năm 2017                            | [ 34 ]                                         |
| Đài Loan                                       | Flash Forward                                  | 謝謝你，在世界的角落找到我                     | 28 tháng 7 năm 2017                            | [ 35 ]                                         |
| Đan Mạch                                       | Impact                                         | In This Corner of the World                    | 7 tháng 8 năm 2017                             | [ 36 ]                                         |
| Hoa Kỳ                                         | Shout! Factory                                 | In This Corner of the World                    | 11 tháng 8 năm 2017                            | [ 37 ]                                         |
| Việt Nam                                       | Encore Films                                   | Góc khuất của thế giới                         | 18 tháng 8 năm 2017                            | [ 38 ]                                         |
| Canada                                         | Shout! Factory                                 | In This Corner of the World                    | 18 tháng 8 năm 2017                            | [ 39 ]                                         |
| Perú                                           | Arcade Media                                   | En este Rincón del Mundo                       | 25 tháng 8 năm 2017                            | [ 40 ]                                         |
| Argentina                                      | Arcade Media                                   | En este Rincón del Mundo                       | 1 tháng 9 năm 2017                             | [ 41 ]                                         |
| Paraguay                                       | Arcade Media                                   | En este Rincón del Mundo                       | 1 tháng 9 năm 2017                             | [ 41 ]                                         |
| Pháp                                           | Septieme Factory                               | Dans un Recoin de ce Monde                     | 6 tháng 9 năm 2017                             | [ 42 ]                                         |
| Ý                                              | Dynit                                          | In Questo Angolo Di Mondo                      | 19 tháng 9 năm 2017                            | [ 43 ]                                         |
| Brasil                                         | Arcade Media                                   | En este Rincón del Mundo                       | 24 tháng 9 năm 2017                            | [ 44 ]                                         |
| Chile                                          | Arcade Media                                   | En este Rincón del Mundo                       | 24 tháng 9 năm 2017                            | [ 44 ]                                         |
| Caribe                                         | Arcade Media                                   | En este Rincón del Mundo                       | 24 tháng 9 năm 2017                            | [ 44 ]                                         |
| Honduras                                       | Arcade Media                                   | En este Rincón del Mundo                       | 30 tháng 9 năm 2017                            | [ 44 ]                                         |
| El Salvador                                    | Arcade Media                                   | En este Rincón del Mundo                       | 30 tháng 9 năm 2017                            | [ 44 ]                                         |
| Panama                                         | Arcade Media                                   | En este Rincón del Mundo                       | 30 tháng 9 năm 2017                            | [ 44 ]                                         |
| Venezuela                                      | Arcade Media                                   | En este Rincón del Mundo                       | 30 tháng 9 năm 2017                            | [ 44 ]                                         |
| Uruguay                                        | Arcade Media                                   | En este Rincón del Mundo                       | 30 tháng 9 năm 2017                            | [ 44 ]                                         |
| Ecuador                                        | Arcade Media                                   | En este Rincón del Mundo                       | 30 tháng 9 năm 2017                            | [ 44 ]                                         |
| Bolivia                                        | Arcade Media                                   | En este Rincón del Mundo                       | 30 tháng 9 năm 2017                            | [ 44 ]                                         |
| Na Uy                                          | Manga Entertainment (Animatsu Ent.)            | In this Corner of the World                    | 1 tháng 10 năm 2017                            | [ 45 ]                                         |
| Colombia                                       | Arcade Media                                   | En este Rincón del Mundo                       | tháng 10 năm 2017                              | [ 44 ]                                         |
| Hàn Quốc                                       | AONE Entertainment                             | 이 세상의 한구석에                             | 16 tháng 11 năm 2017                           | [ 46 ]                                         |
| New Zealand                                    | Academy Cinemas                                | In this Corner of the World                    | 7 tháng 12 năm 2017                            | [ 47 ]                                         |
| Úc                                             | Umbrella Entertainment                         | In this Corner of the World                    | 7 tháng 12 năm 2017                            | [ 48 ]                                         |
| Brunei                                         | Encore Films                                   | Dự kiến                                        |                                                | [ 49 ]                                         |

| Danh sách các sự kiện có công chiếu bộ phim | Danh sách các sự kiện có công chiếu bộ phim     | Danh sách các sự kiện có công chiếu bộ phim | Danh sách các sự kiện có công chiếu bộ phim |
| Địa điểm                                    | Tên sự kiện                                     | Ngày công chiếu                             | Nguồn                                       |
| ------------------------------------------- | ----------------------------------------------- | ------------------------------------------- | ------------------------------------------- |
| Úc: Melbourne                               | Liên hoan phim quốc tế Melbourne                | 3 tháng 8 năm 2017 đến 20 tháng 8 năm 2017  | [ 50 ]                                      |
| Áo: Viena                                   | Liên hoan Tricky Women 2017 – Viena             | 15 tháng 3 năm 2017 đến 18 tháng 3 năm 2017 | [ 50 ]                                      |
| Bỉ: Brussels                                | Anima – Liên hoan phim hoạt hình Brussels       | 9 tháng 2 năm 2017 đến 18 tháng 2 năm 2017  | [ 50 ]                                      |
| Canada: Toronto                             | Liên hoan phim Nhật Bản Toronto                 | 27 tháng 6 năm 2017                         | [ 50 ]                                      |
| Colombia: Bogotá                            | IndieBo                                         | 13 tháng 7 năm 2017 đến 23 tháng 7 năm 2017 | [ 50 ]                                      |
| Croatia: Zagreb                             | Animafest Zagreb                                | 4 tháng 6 năm 2017 đến 9 tháng 6 năm 2017   | [ 50 ]                                      |
| Phần Lan: Helsinki                          | Helsinki Cine Aasia                             | 18 tháng 3 năm 2017 đến 19 tháng 3 năm 2017 | [ 50 ]                                      |
| Pháp: Annecy                                | Liên hoan phim hoạt hình quốc tế Annecy         | 12 tháng 6 năm 2017                         | [ 50 ]                                      |
| Iran                                        | Liên hoan phim quốc tế Iran                     |                                             | [ 50 ]                                      |
| Na Uy                                       | Liên hoan phim Tromso                           |                                             | [ 50 ]                                      |
| Singapore                                   | Liên hoan Singapore Media Art                   |                                             | [ 50 ]                                      |
| Slovakia                                    | Art Film Fest                                   |                                             | [ 50 ]                                      |
| Tây Ban Nha                                 | Liên hoan phim Gijón                            |                                             | [ 50 ]                                      |
| Tây Ban Nha                                 | Liên hoan phim hoạt hình Navarra                |                                             | [ 50 ]                                      |
| Thụy Điển                                   | Liên hoan phim Göteborg                         |                                             | [ 50 ]                                      |
| Thụy Sĩ                                     | Fantoche                                        |                                             | [ 50 ]                                      |
| Thụy Sĩ                                     | Liên hoan phim Ginmaku                          |                                             | [ 50 ]                                      |
| Đài Loan                                    | Liên hoan phim Đài Bắc                          |                                             | [ 50 ]                                      |
| Thái Lan                                    | Liên hoan phim Thái Lan - Nhật Bản              |                                             | [ 50 ]                                      |
| Anh Quốc                                    | Liên hoan phim quốc tế Edinburgh                |                                             | [ 50 ]                                      |
| Hoa Kỳ                                      | Anime Expo                                      |                                             | [ 50 ]                                      |
| Hoa Kỳ                                      | Liên hoan phim quốc tế trẻ em New York          |                                             | [ 50 ]                                      |
| Hoa Kỳ                                      | CineMatsuri                                     |                                             | [ 50 ]                                      |
| Hoa Kỳ                                      | Liên hoan phim hoạt hình LA                     |                                             | [ 50 ]                                      |
| Hoa Kỳ                                      | Liên hoan phim Nhật Bản LA                      |                                             | [ 50 ]                                      |
| Hoa Kỳ                                      | Japan Cuts – Liên hoan phim Nhật Bản mới        |                                             | [ 50 ]                                      |
| Hoa Kỳ                                      | Liên hoan phim Los Angeles                      |                                             | [ 50 ]                                      |
| Hà Lan                                      | Liên hoan phim hoạt hình Holland                |                                             | [ 50 ]                                      |
| Hà Lan: Amsterdam                           | Liên hoan CAMERA JAPAN                          | 1 tháng 10 năm 2017                         | [ 51 ]                                      |
| Đức: Stuttgart                              | Liên hoan phim hoạt hình quốc tế Stuttgart      | 6 tháng 5 năm 2017                          | [ 52 ]                                      |
| Đức: Frankfurt                              | Liên hoan phim Nhật Bản Nippon Connection       | 27 tháng 5 năm 2017                         | [ 53 ]                                      |
| Đức: Berlin                                 | Liên hoan phim hoạt hình Berlin - 100 năm Anime | 22 tháng 6 năm 2017 đến 2 tháng 7 năm 2017  | [ 54 ]                                      |
| Đức: Wiesbaden                              | Liên hoan phim hoạt hình quốc tế Wiesbaden      | 28 tháng 10 năm 2017                        | [ 55 ]                                      |

## Đón nhận

### Doanh thu
Trong tuần đầu tiên công chiếu, phim đứng thứ 10 tại các phòng vé ở Nhật Bản, công chiếu ở 63 rạp trên cả nước và đạt doanh thu ¥47 triệu và bán ra được 32.032 vé. Đến ngày 25 tháng 3 năm 2017, doanh thu của phim đạt tới ¥2.5 tỉ với trên 1.9 triệu lượt vé bán ra.
Dưới đây là bảng doanh thu phòng vé của Góc khuất của thế giới tại Nhật Bản. Phim đạt doanh thu nằm trong tốp 10 phim có doanh thu cao nhất trong 15 tuần đầu (từ tuần 16 trở đi, bộ phim nằm ra khỏi tốp 10 phim có doanh thu cao nhất).
|                                                              | Lượt vé bán ra trong 2 ngày cuối tuần | Lượt vé bán ra trong 2 ngày cuối tuần | Tổng lượt vé bán ra | Doanh thu phòng vé trong 2 ngày cuối tuần | Tổng doanh thu phòng vé |
| ------------------------------------------------------------ | ------------------------------------- | ------------------------------------- | ------------------- | ----------------------------------------- | ----------------------- |
| Tuần 1 (ngày 12 - 13 tháng 11)                               | #10                                   | 32.000 vé                             | 32.000 vé           | ¥47 triệu                                 | ¥47 triệu               |
| Tuần 2 (ngày 19 - 20 tháng 11)                               | #10                                   | 40.000 vé                             | 117.000 vé          | ¥57 triệu                                 | ¥163 triệu              |
| Tuần 3 (Ngày 26 - 27 tháng 11)                               | #6                                    | 44.000 vé                             | 220.000 vé          | ¥65 triệu                                 | ¥306 triệu              |
| Tuần 4 (ngày 3 - 4 tháng 12)                                 | #4                                    | 46.000 vé                             | 328.000 vé          | ¥68 triệu                                 | ¥451 triệu              |
| Tuần 5 (ngày 10 - 11 tháng 12)                               | #7                                    |                                       | 439.000 vé          | ¥67 triệu                                 | ¥600 triệu              |
| Tuần 6 (ngày 17 - 18 tháng 12)                               | #10                                   |                                       | 521.000 vé          | ¥45 triệu                                 | ¥708 triệu              |
| Tuần 7 (ngày 24 - 25 tháng 12)                               | #10                                   | 30.000 vé                             | 600.000 vé          | ¥45 triệu                                 | ¥820 triệu              |
| Tuần 8 (ngày 31 tháng 12 năm 2016 - ngày 1 tháng 1 năm 2017) | #9                                    | 30.000 vé                             |                     | ¥37 triệu                                 | ¥937 triệu              |
| Tuần 9 (ngày 7 - 8 tháng 1)                                  | #10                                   | 57.000 vé                             | 860.000 vé          | ¥77 triệu                                 | ¥1,1 tỉ                 |
| Tuần 10 (ngày 14 - 15 tháng 1)                               | #8                                    |                                       | 1.008.000 vé        | ¥91 triệu                                 | ¥1,34 tỉ                |
| Tuần 11 (ngày 21 - 22 tháng 1)                               | #7                                    | 70.000 vé                             | 1.100.000 vé        | ¥93 triệu                                 | ¥1,5 tỉ                 |
| Tuần 12 (ngày 28 - 29 tháng 1)                               | #9                                    |                                       |                     | ¥68 triệu                                 | ¥1,74 tỉ                |
| Tuần 13 (ngày 4 - 5 tháng 2)                                 | #7                                    |                                       | 1.447.000 vé        |                                           | ¥1,896 tỉ               |
| Tuần 14 (ngày 11 - 12 tháng 2)                               | #8                                    | 40.000 vé                             | 1.566.000 vé        | ¥62 triệu                                 | ¥2,046 tỉ               |
| Tuần 15 (ngày 18 - 19 tháng 2)                               | #9                                    |                                       | 1.667.000 vé        |                                           | ¥2,167 tỉ               |
| Tuần 16 (ngày 25 - 26 tháng 2)                               | Không xếp hạng                        |                                       | 1.718.000 vé        |                                           | ¥2,235 tỉ               |
| Tuần 17 (ngày 4 - 5 tháng 3)                                 | Không xếp hạng                        |                                       | 1.815.000 vé        |                                           | ¥2,357 tỉ               |
| Tuần 18 (ngày 11 - 12 tháng 3)                               | Không xếp hạng                        |                                       | 1.868.500 vé        |                                           | ¥2,424 tỉ               |
| Tuần 19 (ngày 18 - 19 tháng 3)                               | Không xếp hạng                        |                                       | 1.914.000 vé        |                                           | ¥2,482 tỉ               |
| Tuần 20 (ngày 25 - 26 tháng 3)                               | Không xếp hạng                        |                                       | 1.933.000 vé        |                                           | ¥2,507 tỉ               |

### Đánh giá
Tại Nhật Bản, phim được giới truyền thông đánh giá tích cực. Trên trang đánh giá phim Eiga, bộ phim được đánh giá 4.4/5 điểm, trong đó, nhà phê bình  Sugimoto Hotoka cho rằng "Bộ phim không chỉ khắc họa chiến tranh theo cách thông thường, mà còn đang khắc họa cuộc sống thường nhật trong chiến tranh", ông còn khen ngợi rằng "Dẫu trong hoàn cảnh khắc khổ của chiến tranh, 126 phút của bộ phim sẽ giúp ta hòa cùng nhân vật Suzu cảm nhận những niềm hạnh phúc ấm áp."
Trên trang đánh giá Rotten Tomatoes, Góc khuất của thế giới được đánh giá 100% dựa trên 20 bài đánh giá, với tỉ lệ đánh giá trung bình là 7.7/10. Trên trang Metacritic, điểm trung bình của phim là 80/100 dựa trên 9 bài đánh giá với nội dung tích cực về phim. Sarah Ward từ tạp chí Screen International khen ngợi thẩm mĩ hình ảnh và kịch bản của phim là "lôi cuốn và quyến rũ." Trong bài đánh giá đó, Ward kết luận rằng: "Góc khuất của thế giới là một bộ phim hoạt hình tuyệt đẹp, thổn thức con tim, chi tiết hơn, nhưng cũng phải nói đến quang cảnh hút hồn và cảm giác hạnh phúc cũng chỉ là một phần của công thức này. Trong bài đánh giá cho tạp chí TheWrap, Dan Callahan cho rằng kịch bản của Góc khuất của thế giới "tuyệt đẹp nhưng chưa nhất quán", nhưng cũng cho rằng phim "đã chạm tới ngưỡng mang đến nụ cười tới từng khuôn mặt khán giả."
Tại Việt Nam, Góc khuất của thế giới cũng được cộng đồng đón nhận và đánh giá tích cực. Trên trang tin tức Zing, phim được đánh giá 8/10. Tác giả bài viết cho rằng "Tiết tấu của bộ phim diễn ra chậm rãi trong nửa đầu, nhưng không gây cảm giác lê thê nhờ việc tác giả biết nắm bắt và nhấn mạnh những chi tiết thú vị, độc đáo của cuộc sống thường nhật." và "Không đi sâu vào khai thác bi kịch thời chiến, bộ phim muốn truyền đạt đến khán giả tinh thần lạc quan, yêu đời và yêu hòa bình theo cách đơn giản, gần gũi và đồng cảm nhất."
Trái với những phản hồi tích cực, với tiêu đề bài báo là Thông điệp hòa bình của Nhật Bản không được phản ánh trong Góc khuất của thế giới, Kim Hyo-eun trên trang tin tức Joins của Hàn Quốc cho rằng "Không có sự phê phán những kẻ gây ra chiến tranh, chủ nghĩa đế quốc quân phiệt thì hoàn toàn rỗng tuếch về mặt phản chiến." 

### Giải thưởng
| Danh sách giải thưởng và đề cử trong nước | Danh sách giải thưởng và đề cử trong nước                                                    | Danh sách giải thưởng và đề cử trong nước                             | Danh sách giải thưởng và đề cử trong nước | Danh sách giải thưởng và đề cử trong nước | Danh sách giải thưởng và đề cử trong nước | Danh sách giải thưởng và đề cử trong nước |
| Năm                                       | Giải thưởng                                                                                  | Hạng mục                                                              | Tham gia                                  | Kết quả                                   | Tham khảo                                 |                                           |
| ----------------------------------------- | -------------------------------------------------------------------------------------------- | --------------------------------------------------------------------- | ----------------------------------------- | ----------------------------------------- | ----------------------------------------- | ----------------------------------------- |
| 2016                                      | Liên hoan phim quốc tế Hiroshima lần thứ 3                                                   | Giải thưởng phim Hiroshima vì hòa bình                                | Góc khuất của thế giới                    | Đoạt giải                                 | [ 95 ] [ 96 ]                             |                                           |
| 2016                                      | Giải thưởng phim Hochi lần thứ 41                                                            | Phim điện ảnh xuất sắc nhất                                           | Góc khuất của thế giới                    | Đề cử                                     |                                           |                                           |
| 2016                                      | Phim được bình chọn bởi MEXT                                                                 | Giải thưởng được bình chọn đặc biệt                                   | Góc khuất của thế giới                    | Đoạt giải                                 | [ 97 ]                                    |                                           |
| 2016                                      | Liên hoan phim Yokohama lần thứ 38                                                           | Phim điện ảnh xuất sắc nhất                                           | Góc khuất của thế giới                    | Đoạt giải                                 | [ 98 ]                                    |                                           |
| 2016                                      | Liên hoan phim Yokohama lần thứ 38                                                           | Giải thưởng đặc biệt Jury                                             | Non                                       | Đoạt giải                                 | [ 98 ]                                    |                                           |
| 2017                                      | Giải thưởng phim Mainichi lần thứ 71                                                         | Phim điện ảnh xuất sắc nhất                                           | Góc khuất của thế giới                    | Đề cử                                     | [ 99 ] [ 100 ]                            |                                           |
| 2017                                      | Giải thưởng phim Mainichi lần thứ 71                                                         | Phim hoạt hình xuất sắc nhất                                          | Góc khuất của thế giới                    | Đề cử                                     | [ 99 ] [ 100 ]                            |                                           |
| 2017                                      | Giải thưởng phim Mainichi lần thứ 71                                                         | Giải thưởng Ōfuji Noburō                                              | Góc khuất của thế giới                    | Đoạt giải                                 | [ 99 ] [ 100 ]                            |                                           |
| 2017                                      | Giải thưởng phim Mainichi lần thứ 71                                                         | Đạo diễn xuất sắc nhất                                                | Katabuchi Sunao                           | Đề cử                                     | [ 99 ] [ 100 ]                            |                                           |
| 2017                                      | Giải thưởng phim Mainichi lần thứ 71                                                         | Nữ diễn viên xuất sắc nhất                                            | Non                                       | Đề cử                                     | [ 99 ] [ 100 ]                            |                                           |
| 2017                                      | Giải thưởng phim Mainichi lần thứ 71                                                         | Âm nhạc xuất sắc nhất                                                 | Kotringo                                  | Đoạt giải                                 | [ 99 ] [ 100 ]                            |                                           |
| 2017                                      | Giải thưởng Blue Ribbon lần thứ 59                                                           | Phim điện ảnh xuất sắc nhất                                           | Góc khuất của thế giới                    | Đề cử                                     | [ 101 ] [ 102 ]                           |                                           |
| 2017                                      | Giải thưởng Blue Ribbon lần thứ 59                                                           | Đạo diễn xuất sắc nhất                                                | Katabuchi Sunao                           | Đoạt giải                                 | [ 101 ] [ 102 ]                           |                                           |
| 2017                                      | Liên hoan phim Takasaki lần thứ 31                                                           | Giải thưởng Horizont                                                  | Katabuchi Sunao                           | Đoạt giải                                 | [ 103 ]                                   |                                           |
| 2017                                      | Liên hoan phim Takasaki lần thứ 31                                                           | Giải thưởng Horizont                                                  | Non                                       | Đoạt giải                                 | [ 103 ]                                   |                                           |
| 2017                                      | Giải thưởng Best 10 Kinema Junpo lần thứ 90                                                  | Phim Nhật Bản xuất sắc nhất                                           | Góc khuất của thế giới                    | Đoạt giải                                 | [ 104 ]                                   |                                           |
| 2017                                      | Giải thưởng Best 10 Kinema Junpo lần thứ 90                                                  | Đạo diễn xuất sắc nhất                                                | Katabuchi Sunao                           | Đoạt giải                                 | [ 104 ]                                   |                                           |
| 2017                                      | Giải thưởng phim Tokyo Sports lần thứ 26                                                     | Phim điện ảnh xuất sắc nhất                                           | Góc khuất của thế giới                    | Đoạt giải                                 | [ 105 ]                                   |                                           |
| 2017                                      | Giải thưởng phim Tokyo Sports lần thứ 26                                                     | Nữ diễn viên xuất sắc nhất                                            | Non                                       | Đề cử                                     | [ 105 ]                                   |                                           |
| 2017                                      | Giải Viện Hàn lâm Nhật Bản lần thứ 40                                                        | Phim hoạt hình xuất sắc nhất của năm                                  | Góc khuất của thế giới                    | Đoạt giải                                 | [ 106 ]                                   |                                           |
| 2017                                      | Giải Viện Hàn lâm Nhật Bản lần thứ 40                                                        | Âm nhạc xuất sắc                                                      | Kotringo                                  | Đoạt giải                                 | [ 106 ]                                   |                                           |
| 2017                                      | Giải thưởng phim Eiga Hi-Ho 2016                                                             | Best10                                                                | Góc khuất của thế giới                    | Á quân                                    | [ 107 ]                                   |                                           |
| 2017                                      | Giải thưởng PIA Movie Life Audience 2016                                                     | Best10                                                                | Góc khuất của thế giới                    | Hạng 3                                    | [ 108 ] [ 109 ]                           |                                           |
| 2017                                      | eAT 2017 tại KANAZAWA                                                                        | Giải thưởng danh giá                                                  | Katabuchi Sunao                           | Đoạt giải                                 | [ 110 ] [ 111 ] [ 112 ]                   |                                           |
| 2017                                      | Liên hoan phim Osaka 2017                                                                    | Best10 phim điện ảnh Nhật Bản                                         | Góc khuất của thế giới                    | Hạng nhất                                 | [ 113 ] [ 114 ]                           |                                           |
| 2017                                      | Liên hoan phim Osaka 2017                                                                    | Âm nhạc xuất sắc nhất                                                 | Kotringo                                  | Đoạt giải                                 | [ 113 ] [ 114 ]                           |                                           |
| 2017                                      | Giải thưởng Japan Internet Movie lần thứ 21                                                  | Phim điện ảnh xuất sắc nhất                                           | Góc khuất của thế giới                    | Đoạt giải                                 | [ 115 ]                                   |                                           |
| 2017                                      | Giải thưởng Cống hiến trong Giáo dục, Thể thao, Khoa học và Kĩ thuật - Nghệ thuật lần thứ 67 | Hạng mục phim điện ảnh                                                | Katabuchi Sunao                           | Đoạt giải                                 | [ 116 ]                                   |                                           |
| 2017                                      | Giải thưởng AMD '16 lần thứ 22                                                               | Kịch bản xuất sắc                                                     | Taro Maki                                 | Đoạt giải                                 | [ 117 ] [ 118 ]                           |                                           |
| 2017                                      | Giải thưởng Seiyu Awards lần thứ 11                                                          | Giải thưởng đặc biệt                                                  | Non                                       | Đoạt giải                                 | [ 119 ] [ 120 ]                           |                                           |
| 2017                                      | Giải thưởng Seiyu Awards lần thứ 11                                                          | Nữ diễn viên lồng tiếng phụ xuất sắc nhất                             | Han Megumi                                | Đoạt giải                                 | [ 119 ] [ 120 ]                           |                                           |
| 2017                                      | Giải thưởng Fujimoto lần thứ 36                                                              | Giải thưởng đặc biệt                                                  | Maruyama Masao / Taro Maki                | Đoạt giải                                 | [ 121 ]                                   |                                           |
| 2017                                      | Giải thưởng Culture of Child Welfare Award lần thứ 59                                        | Hạng mục phim điện ảnh/truyền thông                                   | Đội ngũ sản xuất Góc khuất của thế giới   | Đoạt giải                                 | [ 122 ]                                   |                                           |
| 2017                                      | Giải thưởng Phim điện ảnh Tái thiết Nhật Bản lần thứ 34                                      | Giải thưởng phim vì Hòa bình                                          | Góc khuất của thế giới                    | Đoạt giải                                 | [ 123 ]                                   |                                           |
| 2017                                      | Giải thưởng điện ảnh SIGNIS JAPAN lần thứ 41                                                 | Phim điện ảnh xuất sắc nhất                                           | Góc khuất của thế giới                    | Đoạt giải                                 | [ 124 ] [ 125 ]                           |                                           |
| 2017                                      | Liên hoan phim vì Tương lai lần thứ 19 Lưu trữ ngày 7 tháng 8 năm 2017 tại Wayback Machine   | Giải thưởng Bạch Kim                                                  | Góc khuất của thế giới                    | Đề cử                                     | [ 126 ] [ 127 ]                           |                                           |
| 2017                                      | Liên hoan phim Miyazaki lần thứ 23                                                           | Giải thưởng Vinh danh Vàng (Hạng mục phim hoạt hình)                  | Góc khuất của thế giới                    | Đoạt giải                                 |                                           |                                           |
| 2017                                      | Giải thưởng của Bộ Văn Hoá Nhật Bản                                                          | Thành tựu xuất sắc trong lĩnh vực nghệ thuật thế giới                 | Katabuchi Sunao                           | Đoạt giải                                 | [ 128 ]                                   |                                           |
| 2017                                      | Giải thưởng Hiệp hội hoạt hình Nhật Bản 2017                                                 | Giải thưởng đặc biệt                                                  | Katabuchi Sunao                           | Đoạt giải                                 |                                           |                                           |
| 2017                                      | Giải thưởng Du lịch Nhật Bản lần thứ 3                                                       | Giải thưởng của Bộ Truyền thông                                       | Ủy ban điện ảnh Hiroshima                 | Đoạt giải                                 |                                           |                                           |
| 2017                                      | Giải thưởng Ủy ban phim JFC lần thứ 3                                                        | Giải nhất                                                             | Ủy ban điện ảnh Hiroshima                 | Đoạt giải                                 |                                           |                                           |
| 2017                                      | Giải thưởng ASIAGRAPH 2017                                                                   | Giải sáng tạo                                                         | Katabuchi Sunao và Maki Taro              | Đoạt giải                                 |                                           |                                           |
| 2017                                      | Giải thưởng Kikuchi Kan lần thứ 65                                                           |                                                                       | Đoàn làm phim Góc khuất của thế giới      | Đoạt giải                                 | [ 129 ] [ 130 ]                           |                                           |
| 2017                                      | Liên hoan phim quốc tế dành cho trẻ em Kineko lần thứ 25                                     | Giải thưởng lớn của Ban giám khảo                                     | Góc khuất của thế giới                    | Đoạt giải                                 | [ 131 ]                                   |                                           |
| 2018                                      | Giải thưởng phim điện ảnh Internet Nhật Bản lần thứ 22                                       | Phim điện ảnh xuất sắc nhất                                           | Góc khuất của thế giới                    | Đoạt giải                                 | [ 132 ]                                   |                                           |
| 2018                                      | Tokyo Anime Award lần thứ 17（TAAF2018）                                                     | Phim hoạt hình của năm - Giải thưởng lớn trong hạng mục phim điện ảnh | Góc khuất của thế giới                    | Đoạt giải                                 | [ 133 ]                                   |                                           |
| 2018                                      | Giải thưởng Location Japan lần thứ 8                                                         | Đạo diễn xuất sắc nhất                                                | Katabuchi Sunao                           | Đoạt giải                                 | [ 134 ]                                   |                                           |

| Danh sách giải thưởng và đề cử ở nước ngoài | Danh sách giải thưởng và đề cử ở nước ngoài           | Danh sách giải thưởng và đề cử ở nước ngoài                    | Danh sách giải thưởng và đề cử ở nước ngoài | Danh sách giải thưởng và đề cử ở nước ngoài | Danh sách giải thưởng và đề cử ở nước ngoài | Danh sách giải thưởng và đề cử ở nước ngoài |
| Năm                                         | Giải thưởng                                           | Hạng mục                                                       | Tham gia                                    | Kết quả                                     | Tham khảo                                   |                                             |
| ------------------------------------------- | ----------------------------------------------------- | -------------------------------------------------------------- | ------------------------------------------- | ------------------------------------------- | ------------------------------------------- | ------------------------------------------- |
| 2017                                        | Liên hoan phim hoạt hình Navarra lần thứ 14           | Giải thưởng bình chọn                                          | Góc khuất của thế giới                      | Đoạt giải                                   | [ 135 ] [ 136 ]                             |                                             |
| 2017                                        | Liên hoan phim hoạt hình quốc tế Stuttgart lần thứ 24 | Phim hoạt hình xuất sắc nhất                                   | Góc khuất của thế giới                      | Tuyên dương đặc biệt                        | [ 137 ]                                     |                                             |
| 2017                                        | Liên hoan phim hoạt hình quốc tế Zagreb lần thứ 27    | Hạng mục phim xuất sắc                                         | Góc khuất của thế giới                      | Đề cử                                       | [ 138 ] [ 139 ]                             |                                             |
| 2017                                        | Liên hoan phim hoạt hình quốc tế Annecy lần thứ 41    | Giải thưởng lớn của Ban giám khảo                              | Góc khuất của thế giới                      | Đoạt giải                                   | [ 140 ]                                     |                                             |
| 2017                                        | Liên hoan phim Los Angeles lần thứ 23                 | Giải thưởng World Fiction                                      | Góc khuất của thế giới                      | Đề cử                                       | [ 141 ] [ 142 ]                             |                                             |
| 2017                                        | Liên hoan phim Nhật Bản Toronto lần thứ 6             | Giải thưởng lớn của Ban giám khảo                              | Góc khuất của thế giới                      | Đoạt giải                                   | [ 143 ]                                     |                                             |
| 2017                                        | Liên hoan phim quốc tế Edinburgh lần thứ 71           | Phim quốc tế xuất sắc nhất                                     | Góc khuất của thế giới                      | Đề cử                                       | [ 144 ]                                     |                                             |
| 2017                                        | Liên hoan phim Đài Bắc lần thứ 19                     | 20 phim được bình chọn nhiều nhất                              | Góc khuất của thế giới                      | Hạng 4                                      | [ 145 ] [ 146 ]                             |                                             |
| 2017                                        | Liên hoan phim quốc tế Melbourne                      | Hạng mục khán giả bình chọn                                    | Góc khuất của thế giới                      | Đề cử                                       | [ 147 ] [ 148 ] [ 149 ]                     |                                             |
| 2017                                        | Liên hoan phim hoạt hình quốc tế Bucheon lần thứ 19   | Phim hoạt hình xuất sắc nhất                                   | Góc khuất của thế giới                      | Đoạt giải                                   | [ 150 ]                                     |                                             |
| 2017                                        | Liên hoan phim hoạt hình quốc tế Anilogue lần thứ 15  | Giải thưởng đặc biệt của Ban giám khảo                         | Góc khuất của thế giới                      | Đoạt giải                                   | [ 151 ] [ 152 ]                             |                                             |
| 2017                                        | Giải Annie lần thứ 45                                 | Phim hoạt hình độc lập xuất sắc nhất                           | Góc khuất của thế giới                      | Đề cử                                       | [ 153 ]                                     |                                             |
| 2017                                        | Giải thưởng Online Film Critics Society lần thứ 21    | Phim hoạt hình xuất sắc nhất                                   | Góc khuất của thế giới                      | Đề cử                                       | [ 154 ] [ 155 ]                             |                                             |
| 2017                                        | Giải thưởng S&P lần thứ 21                            | Phim hoạt hình có ý nghĩa nhân văn nhất                        | Góc khuất của thế giới                      | Đoạt giải                                   | [ 156 ]                                     |                                             |
| 2018                                        | Giải thưởng cộng đồng đánh giá phim Hawaii lần thứ 3  | Phim hoạt hình xuất sắc nhất                                   | Góc khuất của thế giới                      | Đoạt giải                                   | [ 157 ]                                     |                                             |
| 2018                                        | Giải thưởng cộng đồng đánh giá phim Hawaii lần thứ 3  | Phim nói tiếng nước ngoài xuất sắc nhất                        | Góc khuất của thế giới                      | Đoạt giải                                   |                                             |                                             |
| 2018                                        | Giải thưởng Japan Expo lần thứ 13                     | Giải thưởng Golden Daruma cho hạng mục Anime (Giải thưởng lớn) | Góc khuất của thế giới                      | Đoạt giải                                   | [ 158 ] [ 159 ]                             |                                             |
| 2018                                        | Giải thưởng Japan Expo lần thứ 13                     | Giải Daruma cho phim hoạt hình/OVA xuất sắc nhất               | Góc khuất của thế giới                      | Đoạt giải                                   | [ 158 ] [ 159 ]                             |                                             |

## Sản phẩm liên quan

### Sách
- Artbook chính thức Góc khuất của thế giới [160] (Nhà xuất bản Takarajimasha, ngày 14 tháng 9 năm 2016, ISBN 978-4-8002-5560-0).
- Sách hướng dẫn chính thức Góc khuất của thế giới [161] (Nhà xuất bản Futabasha, ngày 30 tháng 10 năm 2016, ISBN 978-4-575-31188-4).
- Sách sưu tập cảnh trong anime Góc khuất của thế giới (Nhà xuất bản Futabasha, ngày 4 tháng 11 năm 2016, ISBN 978-4-575-31187-7).
- Bài báo về Kōno Fumiyo trên tạp chí Eureka số báo tháng 11 năm 2016.[162] (Nhà xuất bản Seidosha, ngày 27 tháng 10 năm 2016, ISBN 978-4-7917-0317-3).
- Sách ảnh "Chuyến du lịch 3 ngày 2 đêm tại thành phố Kure" của Non ~ "Góc khuất của thế giới - Một địa điểm êm đềm" [163] (Nhà xuất bản Futabasha, ngày 16 tháng 12 năm 2016, ISBN 978-4-575-31210-2).
- Góc khuất của thế giới phiên bản tiểu thuyết (chuyển thể bởi tác giả Yohei Makita) (Nhà xuất bản Futabasha, ngày 13 tháng 10 năm 2016, ISBN 978-4-575-51943-3).
- Góc khuất của thế giới phiên bản tiểu thuyết kèm nội dung lịch sử (chuyển thể bởi tác giả Yohei Makita) (Nhà xuất bản Futabasha, ngày 22 tháng 12 năm 2016, ISBN 978-4-575-24012-2).